# 劳本
劳本是德国巴伐利亚州的一个市镇。总面积18.39平方公里，总人口3487人（2017年12月31日），人口密度415人/平方公里。